# Cryptocephalus andrewsi
Cryptocephalus andrewsi – gatunek chrząszcza z rodziny stonkowatych i podrodziny Cryptocephalinae.
Gatunek ten został opisany w 1999 roku przez Edwarda Riley'ego i Arthura Gilberta.
Chrząszcz endemiczny dla Kalifornii (Stany Zjednoczone), znany wyłącznie z hrabstwa San Diego.